# Upsilon Octantis
Upsilon Octantis (71 Octantis) é uma estrela na direção da constelação de Octans. Possui uma ascensão reta de 22h 31m 37.83s e uma declinação de −85° 58′ 02.6″. Sua magnitude aparente é igual a 5.76. Considerando sua distância de 330 anos-luz em relação à Terra, sua magnitude absoluta é igual a 0.73. Pertence à classe espectral K0III.